# Super Gospel
Super Gospel é um site de notícias e crítica especializada relacionada à música cristã brasileira, sendo conhecida por ser uma das fontes mais reputadas e conhecidas do segmento musical evangélico no Brasil.
O site foi desenvolvido pelo proprietário Douglas Agostinho, cujo lançamento ocorreu em julho de 2001.
Venceu o Troféu Talento 2006 na categoria Melhor web site relacionado à música cristã.
O portal possui vários colunistas, sendo Roberto Azevedo o mais ativo e longevo. É editor-chefe do site desde 2005 e é autor de notícias, análises e entrevistas.